# Altec Lansing
Altec Lansing, Inc. ist ein US-amerikanisches Traditionsunternehmen, das heute weltweit operiert und Lautsprecher, Soundsysteme, Headsets, Kopfhörer und Mikrofone für Personal Computer herstellt; die deutsche Distribution hat ihren Sitz in Remscheid.

## Geschichte
1928 gründete das US-amerikanische Unternehmen Western Electric die Electric Research Products, Inc. (ERPI); davon spaltete sich in den 30er Jahren die All Technical Products Company ab, die wiederum die Lansing Manufacturing Company von James Bullough Lansing (siehe auch JBL) übernahm. Das offizielle Gründungsdatum der Altec Lansing Corporation ist der 1. Mai 1941.
In den 1940er Jahren stellte Altec Lansing vor allem Lautsprecher für Filmtheater und militärische Geräte zum Aufspüren von U-Booten her. 1947 übernahm das Unternehmen die Peerless Electrical Products Company und engagierte sich fortan auch im HiFi-Bereich.
Altec Lansing stattete in den 1950er Jahren auch Kinos mit den Voice-of-the-Theatre-Geräten aus, die auf Stereoton umstellten.
In den 1990er Jahren stellte Altec Lansing das erste PC audio system vor (1990) und kooperierte ab 1995 mit Dell Computers, die ihre PCs mit Lautsprechersystemen von Altec Lansing bündelten. So konnte das Unternehmen die Marktführerschaft im PC-Audio-Segment begründen, die bis Anfang des 21. Jahrhunderts andauerte.
Zugleich wurde Altec Lansing auch als Hersteller von High End-Produkten im Car-Hifi-Bereich bekannt.